# Camptomyia ribifiormis
Camptomyia ribifiormis är en tvåvingeart som beskrevs av Jaiswal 1991. Camptomyia ribifiormis ingår i släktet Camptomyia och familjen gallmyggor.
Artens utbredningsområde är Uttar Pradesh (Indien). Inga underarter finns listade i Catalogue of Life.